# Catalano Grimaldi
Catalano Grimaldi (* 1415 in Monaco; † Juli 1457) aus der Familie der Grimaldi war von 1454 bis 1457 Herr von Monaco.
Catalan war der Sohn des Seigneur von Monaco Jean I. und der Pomelline Grimaldi. Gemeinsam mit seinem Vater war er im Kriegsdienst für verschiedene ausländische Herrscher tätig. 
Nach dem Tod seines Vaters im Jahr 1454 übernahm er die Herrschaft über Monaco.
Da Catalano von schwächlicher Gesundheit war, starb er allerdings bereits drei Jahre nach dem Tod seines Vaters im Jahr 1457. Er hinterließ eine Tochter Claudine Grimaldi.
Obwohl er in seinem Testament von 1457 seine Tochter zur Alleinerbin eingesetzt hatte, übernahm nach seinem Tod zunächst seine Mutter Pomelline die Herrschaft als Vormund seiner sechsjährigen Tochter.
Diese wurde mit seinem Cousin, ihrem 36 Jahre älteren Großonkel Lambert Grimaldi verheiratet, der nächster Herr von Monaco werden sollte.
| Vorgänger | Amt                       | Nachfolger |
| --------- | ------------------------- | ---------- |
| Jean I.   | Herr von Monaco 1454–1457 | Lambert    |

| Personendaten    | Personendaten               |
| ---------------- | --------------------------- |
| NAME             | Grimaldi, Catalano          |
| KURZBESCHREIBUNG | Herr von Monaco (1454–1457) |
| GEBURTSDATUM     | 1415                        |
| GEBURTSORT       | Monaco                      |
| STERBEDATUM      | Juli 1457                   |